# Rubens Ewald Filho
Rubens Azevedo Ewald Filho (Santos, 7 de março de 1945 – São Paulo, 19 de junho de 2019) foi um jornalista, crítico de cinema, apresentador, ator, cineasta e diretor teatral brasileiro.

## Carreira
Formado pela Universidade Católica de Santos (UniSantos), o crítico de cinema trabalhou nos maiores veículos comunicação do país, entre eles Rede Globo, SBT, Grupo Record (portal R7 e Record News), RedeTV!, TV Cultura (onde começou a carreira), revista Veja, Jovem Pan, e Folha de S.Paulo, além de HBO, Telecine e TNT, onde comandou o programa TNT+Filme e as entregas do Oscar. 
Também foi o crítico de cinema da Rádio Bandeirantes e comentou os filmes exibidos no Cine Clube, da Rede Bandeirantes. O crítico também aparecia em inserções na programação da rádio A Tarde FM de Salvador (Bahia). Exerceu o cargo de secretário da Cultura de Paulínia (São Paulo).
Seus guias impressos anuais foram tidos como a melhor referência em língua portuguesa sobre a sétima arte. Rubens assistiu a mais de 37 500 filmes entre longas e curta-metragens, e foi sempre requisitado para falar dos indicados na época de premiações. Ele contava ser um dos maiores fãs da atriz Debbie Reynolds, tendo uma coleção particular dos filmes em que ela participou. Fez participações em filmes brasileiros como ator e escreveu diversos roteiros para minisséries, incluindo duas adaptações de Éramos Seis de Maria José Dupré. Trabalhou também no teatro.
Comentava desde 1985 nas transmissões da cerimônia do Óscar. Antes, reportagens de telejornais acompanhavam a cerimônia em seu apartamento, onde ele recebia amigos e fazia bolões. Ainda criança, começou a escrever em um caderno os filmes que via. Ali, colocava, além do título, nomes dos atores, diretor, diretor de fotografia, roteirista e outras informações.

## Morte
Depois de cair em uma escada rolante, ao sofrer um desmaio em maio de 2019, Rubens Ewald Filho foi internado em estado grave no Hospital Samaritano em São Paulo. Passou por tratamento cardiológico e das fraturas decorrentes da queda, mas não resistiu, e depois de quase um mês internado na UTI do hospital, morreu em 19 de junho, por coincidência, o dia do cinema brasileiro. Em outubro de 2020, como forma de homenagem, a sala número 3 do Petra Belas Artes foi renomeada com seu nome.

## Trabalhos

### Roteirista e autor
- Éramos Seis (1994)
- Iaiá Garcia (1982)
- Casa de Pensão (1982)
- O Pátio das Donzelas (1982)
- A Viuvinha (1981) - Teleconto TV Cultura
- Um Homem muito Especial (1980)
- Drácula, Uma História de Amor (1980)
- Gina (1978)
- Éramos Seis (1977)
- A Árvore dos Sexos (1977)
- Elas São do Baralho (1977)

### Ator
- Amor Estranho Amor (1982)
- A Casa das Tentações (1975)
- Independência ou Morte (1972)
- As Gatinhas (1970)
- A Herança (1970)

### Diretor teatral
- O Amante de Lady Chatterley, de D. H. Lawrence, adaptação de Germano Pereira. No elenco: Germano Pereira, Ana Carolina Lima e Ailton Guedes
- Querido Mundo, de Miguel Falabella. No elenco: Maximiliana Reis e Jarbas Homem de Mello
- Doce Veneno - adaptação do livro O Doce Veneno do Escorpião, de Bruna Surfistinha. No elenco: Ellen Roche, Gerson Steves, Luciana Ramanzini, Thalita Lippi e Tony Germano[8]

### Escritor
- O Oscar e Eu (2003)

### Apresentador
- RedeTV!
- Rede Bandeirantes
- Record News
- TV Cultura